# Tuscolano (quartiere)

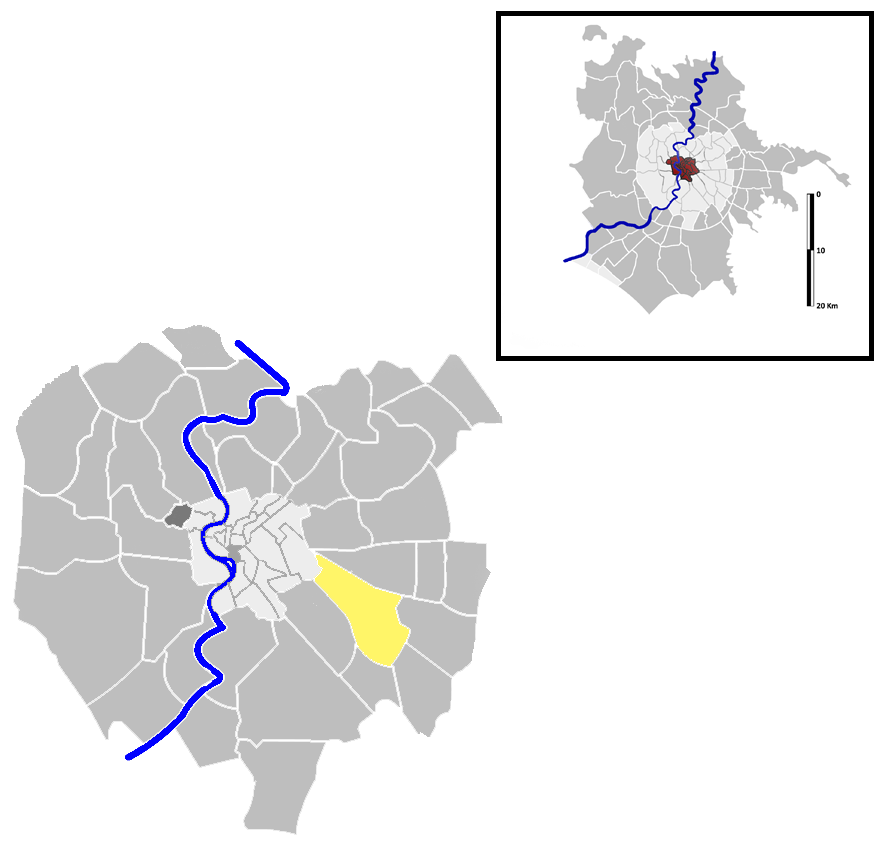
Quartiere Tuscolano

Tuscolano  é o oitavo quartiere de Roma e normalmente indicado como Q. VIII. Seu nome é uma referência à Via Tuscolana.

## Geografia

Brasão do Quartiere Tuscolano.

O quartiere Tuscolano fica no setor leste da cidade, encostado na Muralha Aureliana. Suas fronteiras são:
- ao norte está o quartiere Q. VII Prenestino-Labicano, separado pela Via Casilina no trecho entre a Piazzale Labicano (Porta Maggiore) até a Via di Centocelle.
- a leste está o quartiere Q. XXIV Don Bosco, separado pela Via di Centocelle inteira e pela Via dell'Aeroporto inteira até a Via Tuscolana.
- a sudeste está o quartiere Q. XXV Appio Claudio, separado pela Via del Quadraro inteira, da Via Tuscolana até a Via Appia Nuova.
- a sudoeste está o quartiere Q. XXVI Appio-Pignatelli, separado pela Via Appia Nuova, da Via del Quadraro até a Via dell'Almone.
- a oeste está o quartiere Q. IX Appio-Latino, separado pela Via Appia Nuova, da Via dell'Almone até a Piazzale Appio (Porta San Giovanni).
- a noroeste está o rione Esquilino, separado pela Muralha Aureliana, da Piazzale Appio (Porta San Giovanni) até a Piazzale Labicano (Porta Maggiore).

Além disto, o quartiere abriga algumas subdivisões históricas de Roma:
- Furio Camillo
- Arco di Travertino
- Quadraro
- Mandrione
- Torpignattara

## História
A origem da região de Tuscolano, que, do ponto de vista paisagístico, histórico e social provavelmente deva ser entendida em conjunto com a do quartiere Appio-Latino,  está na Idade Média se for feita referência à via que lhe deu nome e prestígio, a Via Tuscolana. Esta estrada, projetada para ligar Roma a Túsculo, não parece ter origem clássica se for levada em conta a falta de documentação arqueológica e histórica que a ligue a este período. A primeira menção a ela ocorreu numa bula papal do papa Honório III de 1217. Também não parece estar ligado à via o mausoléu imperial conhecido como Monte del Grano (150-250 d.C.), parte da vizinha villa romana "Ad duas lauros", à qual se chegava através da Via Labicana (a moderna Via Casilina), e nem o columbário da Via Pescara, mais próximo de Roma, provavelmente localizado numa travessa da Via Labicana. O primeiro monumento certamente construído na Via Tuscolana foi a Torre del Quadraro, do século XII-XIII, que ainda hoje empresta seu nome à zona urbana localizada logo depois da Porta Furba, à esquerda da estrada que leva a Frascati, 6C Quadraro.
Marcando a infraestrutura do território, como já acontece no caso do vizinho Appio-Latino, cinco importantes aquedutos correm ao longo da via dorsal representada pela Via del Mandrione, construídos entre 144 a.C. e 212 d.C.: a Água Márcia, a Água Tépula e a Água Júlia, reunidos numa única estrutura, e a Água Cláudia e o Ânio Novo, reunidos num outro conjunto de arcos, e mais a Água Antoniniana, uma ramificação para o sudoeste da Água Márcia. Cruzava a região ainda, pelo menos até a primeira metade da década de 1930, a Água Mariana, que o Liber Pontificalis data do ano de 1122, um aqueduto encomendado pelo papa Calisto II para permitir a irrigação do Agro Lateranense.
Tuscolano estava entre os quinze primeiros quartieri criados em 1911 e oficialmente instituídos em 1921. 

### Brasão
A descrição oficial do brasão de Tuscolano é: De argento a colina de três picos vert com o cacho de uvas verde frutificado de purpure.

## Vias e monumentos
- Água Feliz
- Água Mariana (demolida)
- Campo Barbarico dei Goti
- Fontana di Clemente XII
- Parco Archeologico delle Tombe di via Latina
- Parco di Tor Fiscale
- Porta Furba
- Tor Fiscale
- Torre del Quadraro
- Torretta di via di Porta Furba
- Via Labicana
- Via Tuscolana

### Antiguidades romanas
- Água Alexandrina
- Água Cláudia
- Água Márcia
- Água Júlia
- Água Tépula
- Ânio Novo
- Catacumba de São Cástulo
- Columbário da Via del Campo Barbarico
- Columbários da Via Pescara (ou Columbários da Via Taranto)
- Mausoléu de Alexandre Severo (Monte del Grano)
- Porta San Giovanni
- Sepulcro da Via Filarete

## Edifícios

### Palácios evillas
- Casale delle Forme
- Casale del parco di Tor Fiscale
- Casino di Villa Lais alla Marrana
- Case della Cooperativa tranvieri all'Appio Urbani
- Case dell'Istituto Case Popolari Ponte Lungo[2]
- Edifici dell'Istituto Autonomo Case Popolari Appio II
- Ex-deposito per autobus STA[3]
- Palazzine dell'Istituto Case Popolari a Villa Certosa
- Palazzi dell'Istituto Autonomo per le Case dei Dipendenti del Governatorato
- Palazzina di Mario Marchi
- Palazzo delle Poste[4]
- Villa Fiorelli
- Villa La Favorita
- Villa Lais alla Marrana
- Villa Lituania
- Quartiere Tuscolano II[5]

### Outros edifícios
- Teatro Duse
- Teatro Furio Camillo
- Teatro Roma

### Igrejas
- Santi Antonio di Padova e Annibale Maria
- Assunzione di Maria
- Santi Fabiano e Venanzio
- San Filippo Neri all'Acquedotto Felice
- San Gaspare del Bufalo
- Santa Giulia Billiart
- San Giuseppe Cafasso
- Santa Maria Ausiliatrice
- Santa Maria del Buon Consiglio a Porta Furba
- Santa Maria Immacolata e San Giuseppe Benedetto Labre
- Cappella dei Missionari del Preziosissimo Sangue
- Cappella Santa Maria dell’Orto dell'Istituto Antonio Maria Gianelli
- Santo Stefano Protomartire
- Santissimo Corpo e Sangue di Cristo

Demolidas
- Santo Stefano Protomartire a Via Latina

Templos não-católicos
- Chiesa Cristiana Evangelica Cinese